# Istoria iubirii

Istoria iubirii (The History of Love: A Novel) este cel de-al doilea roman al scriitoarei americane Nicole Krauss. Cartea a fost publicată în SUA în anul 2005, iar traducerea română, publicată de Editura Humanitas, a fost publicată în anul 2007.  

## Despre roman
Istoria iubirii este un roman în forma unui omagiu adus lucrurilor pierdute, precum și misterelor nerezolvate. Romanul din interiorul romanului, numit și el Istoria iubirii este nucleul în jurul căruia se construiește firul epic al operei lui Nicole Krauss. 
Unul din personajele principale ale romanului, Leopold Gursky, este un lăcătuș în vârstă, care simte apropierea dispariției sale. Încearcă în orice fel să atragă atenția asupra sa, dar simte în continuare un gol în existența sa. În cele din urmă pornește în căutarea fiului său, pe care l-a pierdut cu mult timp în urmă, precum și a romanului pe care l-a scris în vremea tinereții, dar care a fost publicat în Chile sub numele lui Zvi Litvinov, unul dintre prietenii de tinerețe ai lui Leopold. Alma Singer este o adolescentă care și-a pierdut tatăl la șapte ani și care se luptă pentru a avea o familie normală. Botezată după eroina din Istoria iubirii, Alma se străduiește să o sprijine pe mama sa (căreia i s-a solicitat de un comanditar misterios să traducă romanul din spaniolă în engleză) și să evite transformarea fratelui său mai tânăr, Bird, într-un paria din punct de vedere social.
Personajele principale sunt următoarele:
- Leo Gursky
- Alma Singer
- Bird Singer
- Zvi Litvinov
- Bruno, prietenul lui Leo Gursky
- Isaac Moritz
- Alma Mereminksi
- Mischa

## Adaptarea pentru film
Drepturile pentru realizarea unui film au fost achiziționate de Warner Bros. la începutul anului 2005, iar filmul va fi regizat de Alfonso Cuarón. Filmul urmează a fi difuzat în anul 2009. 